# William Henry Waddington

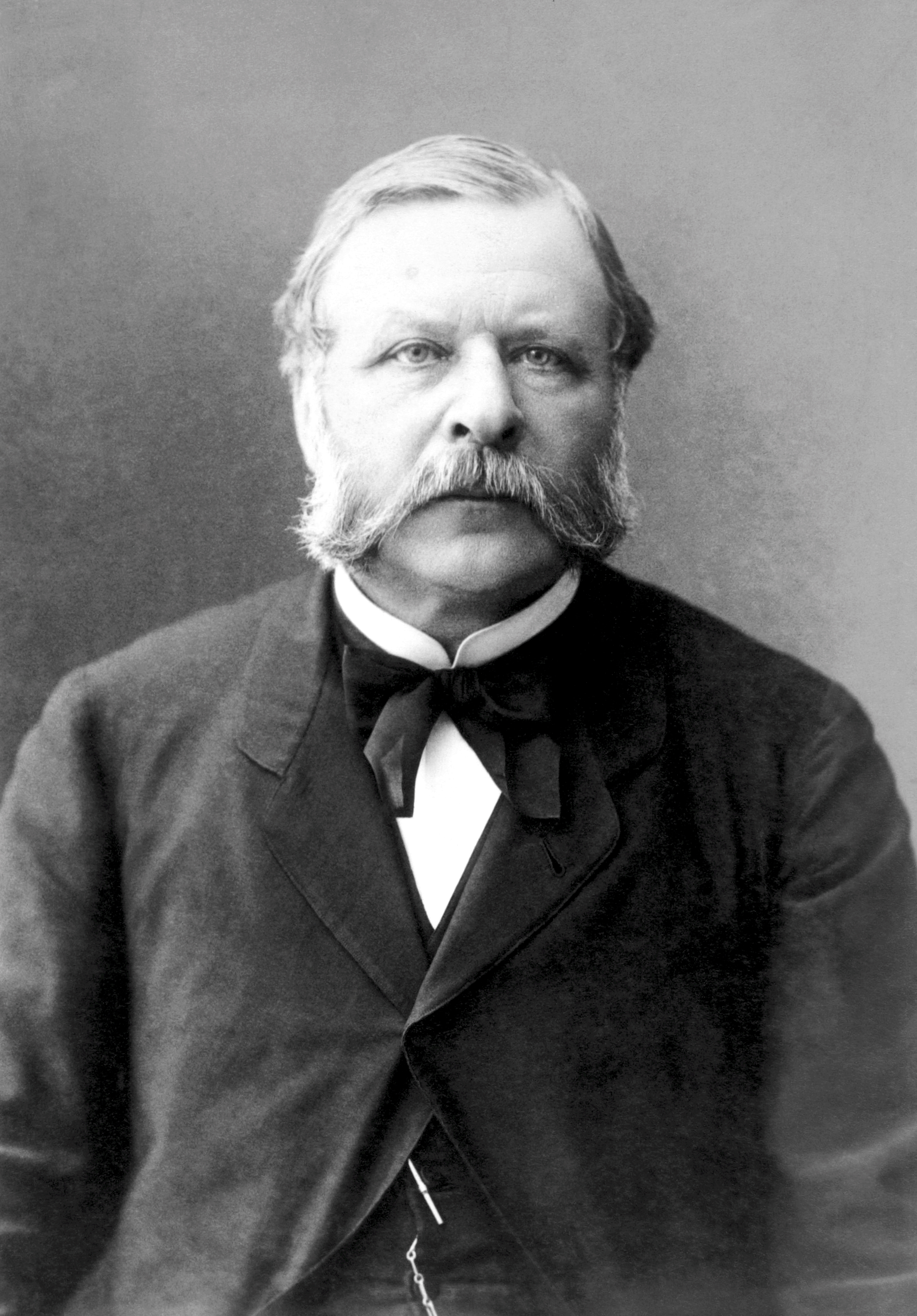
William Henry Waddington (1883)

William Henry Waddington (* 11. Dezember 1826 in Saint-Rémy-sur-Avre, Département Eure-et-Loir; † 13. Januar 1894 in Paris) war ein französischer Archäologe, Numismatiker, Politiker und Diplomat. Der gemäßigte Republikaner war 1871 bis 1876 Abgeordneter in der Nationalversammlung, dann bis 1894 Senator; 1877 bis 1879 Außenminister und von Februar bis Dezember 1879 Ministerpräsident Frankreichs. Von 1883 bis 1893 war er französischer Botschafter in London.

## Leben
Waddington war ein Sohn des englischen, aber in Frankreich ansässigen Spinnereibesitzers Thomas Waddington (1792–1862) und der Schottin Janet MacIntosh Chisholm. Der Politiker und Historiker Richard Waddington war sein jüngerer Bruder. Er besuchte das Pariser Lycée Saint-Louis und studierte in England am Trinity College der Universität Cambridge Klassische Altertumswissenschaft. Er nahm 1849 für Cambridge am Boat Race teil, dem traditionellen Ruderbootrennen der englischen Universitäten Oxford und Cambridge. Anschließend entschied er sich aber für die französische Staatsbürgerschaft.
Als Archäologe reiste er 1850 durch Kleinasien, 1861–62 mit Melchior de Vogüé durch den Hauran im südlichen Syrien, wo er antike griechische und lateinische Inschriften dokumentierte. Er wurde 1865 in die Académie des inscriptions et belles-lettres gewählt und war 1868 einer der Gründer der École pratique des hautes études. Des Weiteren tat sich Waddington als Autor von Fachbüchern zur Archäologie (Voyage archéologique en Grèce et en Asie Mineure 1877) und zur Numismatik (Mélanges de numismatique et de philologie 1861) hervor.
Er wurde im Februar 1871 als Abgeordneter des Départements Aisne in die verfassunggebende Nationalversammlung der Dritten Republik gewählt, wo er sich der liberalen Fraktion der „linken Mitte“ (Centre gauche) um Adolphe Thiers anschloss. Nach der Aufteilung des Parlaments in zwei Kammern wurde Waddington am 30. Januar 1876, wieder als Vertreter von Aisne, zum Senator gewählt. Am 25. Januar 1885 wurde er wiedergewählt. Nach Ende seines zweiten neunjährigen Mandats (6. Januar 1894, sechs Tage vor seinem Tod) wurde er nicht wiedergewählt.
Von März 1876 bis Mai 1877 war er Minister für öffentlichen Unterricht, Kultus und schöne Künste unter den Premierministern Jules Dufaure und Jules Simon. Im Kabinett Dufaure IV war er ab dem 14. Dezember 1877 Außenminister und in dieser Funktion französischer Bevollmächtigter auf dem Berliner Kongress Mitte 1878. Waddington wurde am 4. Februar 1879 nach dem Rücktritt Dufaures selbst Premierminister von Frankreich, zusätzlich blieb er Außenminister. Zehn Monate später, am 21. Dezember 1879, trat er zurück; vorausgegangen waren Fragen zur Beamtenentlassung und Amnestie. Ihm folgte Charles de Saulces de Freycinet als Premierminister. Von 1883 bis 1893 vertrat er die Französische Republik als Botschafter im Vereinigten Königreich.
Seine umfassende und bedeutende Münzsammlung wurde 1897 für das Cabinet des Médailles der Bibliothèque nationale de France erworben. Seit 1865 war er Mitglied der Académie des Inscriptions et Belles-Lettres.
Er hatte 1850 Mathilde Henriette, geb. Lutteroth (1825–1852), die Tochter von Henri Lutteroth, geheiratet. Nach ihrem frühen Tod heiratete er in zweiter Ehe May King Waddington. Sie veröffentlichte Letters from a diplomats wife aus den Jahren 1893 bis 1900, erschienen 1903 in London.

## Schriften (Auswahl)
- Mélanges de numismatique et de philologie. 1861
- Édit de Dioclétien établissant le maximum dans l’Empire romain. 1864
- Inscriptions grecques et latines de la Syrie. 1870
- Voyage archéologique en Grèce et en Asie Mineure. 1877